# معدي الناس
معدي الناس، هو ألبوم الإستديو الثلاثون للمغني المصري عمرو دياب وهو من إنتاج وتنفيذ شركته الخاصة ناي فور ميديا التي أصدرته بشكل غير رسمي الأحد 13 أغسطس 2017، وذلك لمشتركين خدمة عالم عمرو دياب مع شركة فودافون المصرية كما وتم طرحه أيضا على المتاجر الإلكترونية في ذات الوقت، وفي 14 أغسطس 2017 تم طرحة على موقع يوتيوب ، ثم تم طرحه رسمياََ في الأسواق وعلى موقع آي تيونز يوم الثلاثاء 15 أغسطس 2017 ، ويتضمن الألبوم 10 أغاني  تعاون فيها مع عدد من الشعراء والملحنين أبرزهم من الشعراء أيمن بهجت قمر، تامر حسين، تركي آل الشيخ، وأبرزهم من الملحنين عمرو مصطفى ،محمد يحيي، سامر أبو طالب  أما التوزيع الموسيقي فكان للموزع أسامة الهندي الذي أشرف على توزيع الألبوم كاملاََ.

## الخلفية والإصدار
أطلق الألبوم رسمياََ يوم الثلاثاء 15 أغسطس 2017  حيث بدأ عمرو دياب التحضير للألبوم بعد طرح الألبوم السابق احلى واحلى الصادر في 28 أبريل 2016 ، وشهد العمل على ألبوم معدي الناس الذي يضم 10 أغنيات  عدة تغيرات طرقت على نوع الموسيقى  وطاقم العمل الذي تم تغير بالكامل والتعاون مع فريق جديد من جيل الشباب
ليكون هذا الألبوم أول تعامل له معهم  مع الاحتفاظ بعدد قليل جداََ ممن سبق له العمل معهم في أواخر ألبوماتية السابقة مثل شفت الأيام والليلة وبناديك تعالى، حيث تعاون في هذا الألبوم مع الشاعر السعودي تركي آل الشيخ في أغنيتين هم (يا أجمل عيون) و(أحلى حاجة) ويعتبر هذا التعاون الأول للفنان عمرو دياب مع الشاعر تركى آل الشيخ ، بينما لحن عمرو دياب لنفسة أغنيتين من الألبوم هم (أحلى حاجة) و(أول كل حاجة)، كما شهد الألبوم عودة الثلاثي أيمن بهجت قمر ، عمرو مصطفى ، محمد يحيى  من جديد بعد انقطاع دام أكثر من 5 سنوات على إثر خلاف على حقوق التأليف والنشر ، وكان وذلك من خلال أغنية (قلبي اتمناه) و(أجمل عيون) من ألحان عمرو مصطفى ، وأغنية (نغمة الحرمان) من كلمات أيمن بهجت قمر وألحان محمد يحيى، ومن خلال هذا الألبوم يعود عمرو دياب للنمط الموسيقى القديم الذي كان يقدمة في فترة التسعينات من ألبوماته السابقة، ويظهر هذا النمط الموسيقي في لحن أغنية (نغمة الحرمان) والتي تشبة إلى حد كبير أغنياته القديمة من ألبوم ياعمرنا، وراجعين، ولا سيما طريقة الغناء المتشابهة ومنها أيضاََ غلاف الألبوم الذي يعود فيه لارتداء القميص برسومات وألوان زاهية مثل متخافيش.
كما يشهد الألبوم انفراد الموزع الموسيقى أسامة الهندي لأول مرة بتوزيع جميع أغاني الألبوم بعد أن سبق وتقاسم الألبوم لأكثر من مرة مع الموزع عادل حقي في الألبومات السابقة لعمرو دياب ، كذلك شهد الألبوم تقليص عدد أعمال الشاعر تامر حسين إلى 3 أعمال فقط، حيث كان يقدم سابقاََ أعمال تتراوح من 6 إلى 7 أغنيات في الألبوم الواحد لعمرو دياب، ويشهد الألبوم انضمام أسماء جديدة لقائمة العاملين مع عمرو دياب لأول مرة ومنهم سامر أبو طالب، مديح محسن، أحمد المالكي، محمد رضا، هاني رجب، كما وشهد الألبوم استبعاد 3 أغنيات للشاعر بهاء الدين محمد
 وهم (قال فاكرينك) و(لسه خيالي) و(أنا وهي) حيث أن بهاء الدين محمد كان عنصر أساسي في أغلب ألبومات عمرو دياب المطروحة، حيث تم الإستبعاد في إطار التعديلات وإعادة إختيار أغاني الألبوم والتي أجراها عمرو دياب على الألبوم خلال فترة قصيرة حيث كان من المقرر أن تطرح هذه الأغنيات ضمن ألبوم معدي الناس.

## الحملة الإعلانية والترويجية
قبيل طرح الألبوم بشكل رسمي في الأسواق شهد حملة إعلانية وترويجية واسعة بدأت من عرض أغاني الألبوم على خدمة عالم عمرو دياب مع شركة فودافون المصرية  والتي تملك حق تسويق الألبوم لصالح عملائها المشتركين في الخدمة ولمدة أسبوع وهي الفترة المقررة بين شركة فودافون ، وشركة ناي المالكة للألبوم، وكانت شركة ناي قد تعاقدت مع شركة إيجيبت لينكس، لتتولى تسويق الألبوم رقميا وهي التي نفذت حملة الدعاية الخاصة بالألبوم، وتعاقدت مع العديد من التطبيقات ليتم طرح الألبوم من خلالها أولا.
كذلك تم التسويق للألبوم بعد عودة تعاقد عمرو دياب مع شركة بيبسي العالمية  من بعد فترة انقطاع استمر لأكثر من 8 سنوات منذ أخر تعون مع الشركة سنة 2009 بألبوم وياه ، وجاء شكل التعاون عن طريق عرض مجموعة مكونة من 5 إعلانات للألبوم ، حيث كان الإعلان الأول عبارة عن عرض لقطات قديمة من مسيرته الفنية، منذ ظهوره على الساحة الفنية، ولقطة من أول لقاء تلفزيوني له، بالإضافة إلى لقطات من إعلاناته السابقة لبيبسي، وقد طرحت الشركة زجاجة ذهبية جديدة باسم عمرو دياب تحت عنوان (عودة العصر الذهبي)  بكمية محدودة طبع عليها صورة عمرو دياب من غلاف الألبوم كشكل من أشكال تسويق الألبوم ، وذلك كونها أحد الرعاة الرسمين للألبوم، ومن خلالها يتم سماع الألبوم عن طريق شركة الاتصالات المصرية فودافون.

## حفل إطلاق الألبوم
نظمت شركة ناى المنتجة للألبوم احتفال للجمهور بفيرجن ميجا ستور للإعلان عن إطلاق الألبوم بشكل رسمي في 15 أغسطس 2017 في جميع الأسواق ، ومن المقرر أن يقيم عمرو دياب حفل غنائي في جولف بورتو مارينا بمناسبة إطلاق الألبوم في 18 أغسطس 2017 حيث يعد الحفل الأول عقب طرح ألبوم معدى الناس رسمياََ في الأسواق.

## شركة الإنتاج والشركات الراعية
- شركة ناي فور ميديا: هي شركة وسائل الإعلام وإنتاج فني تابعة للفنان عمرو دياب ومقرها القاهرة، وهي التي تولت الإنتاج.[87]
- شركة فودافون المصرية: هي شركة متخصصة في تقديم خدمات شبكات الهواتف المحمولة، وهي التي تولت تسويق أغاني الألبوم لعملاء فودافون.[88][89]
- شركة بيبسي:هي شركة متخصصة في تصنيع وتسويق المشروبات الغازية، وهي التي تولت حملة الإعلان والتسويق للألبوم على وسائل الإعلام والتلفزيون.[90]
- شركة Audio Egypt: هي الشركة التي تتولى توزيع الألبوم داخل مصر.[91][92]

## طاقم العمل
- رؤية فنية: عمرو دياب
- جميع أصوات الكورال: عمرو دياب
- التوزيع الموسيقي والمكساج: أسامة الهندي
- الديجيتال ماستر: متروبوليس  لندن
- تسجيل وتريات: استديو صوت الموسيقى، المهندس محمد عدس
- المصور الفوتوغرافي: كريم نور
- تصميم الغلاف: محمد رأفت
- تم التسجل والمكساج في استديوهات ناي فور ميديا
- تامر حسين: هو شاعر مصري كتب ثلاثة أغاني في الألبوم هم (أول كل حاجة) و (قلبي اتمناه) و (أجمل عيون).
- عمرو مصطفى: هو ملحن مصري لحن ثلاثة أغاني في الألبوم هم (أول كل حاجة) و (قلبي اتمناه) و (أجمل عيون).
- أسامة الهندي: هو موزع مصري تولى توزيع جميع أغاني الألبوم بشكل حصري.
- تركي آل الشيخ: هو شاعر سعودي كتب ثلاثة أغاني في الألبوم هم (أحلى حاجة) و (نغمة الحرمان) و (الفرحة الليلة).
- أحمد المالكي: هو ملحن مصري لحن ثلاثة أغاني في الألبوم هم (أحلى حاجة) و (نغمة الحرمان) و (الفرحة الليلة).

## قائمة أغاني الألبوم
شارك عمرو دياب في تلحين بعض أغني الألبوم ليكون ألبوم معدي الناس المكمل للمئة أغنية لعمرو دياب كملحن.
| 1.            | "قلبى اتمناه"   | تامر حسين     | عمرو مصطفى            | 4:13  |       |       |       |       |       |       |       |       |
| 2.            | "قمر ايه"       | أسامة مصطفى   | سامر أبو طالب         | 3:25  |       |       |       |       |       |       |       |       |
| 3.            | "آه حبيبى"      | هانى رجب      | مديح محسن             | 4:43  |       |       |       |       |       |       |       |       |
| 4.            | "أول كل حاجة"   | أحمد المالكي  | عمرو دياب - سامح كريم | 4:42  |       |       |       |       |       |       |       |       |
| 5.            | "يا أجمل عيون " | تركي آل الشيخ | عمرو مصطفى            | 3:40  |       |       |       |       |       |       |       |       |
| 6.            | "نغمة الحرمان"  | أيمن بهجت قمر | محمد يحيى             | 4:14  |       |       |       |       |       |       |       |       |
| 7.            | "جنب حبيبي"     | تامر حسين     | محمد رضا              | 4:03  |       |       |       |       |       |       |       |       |
| 8.            | "حبايب إيه"     | تامر حسين     | مدين                  | 4:13  |       |       |       |       |       |       |       |       |
| 9.            | "معدى الناس"    | أسامة مصطفى   | سامر أبو طالب         | 4:18  |       |       |       |       |       |       |       |       |
| 10.           | "أحلى حاجة"     | تركي آل الشيخ | عمرو دياب             | 5:51  |       |       |       |       |       |       |       |       |
| المدة الكلية: | المدة الكلية:   | المدة الكلية: | 43:17                 | 43:17 | 43:17 | 43:17 | 43:17 | 43:17 | 43:17 | 43:17 | 43:17 | 43:17 |

## الأنواع الموسيقية
| الأغنية      | نوع الموسيقى      | نوع الموسيقى        | وصف وملاحظات |
| الأغنية      | بالعربية          | بالإنجليزية         | وصف وملاحظات |
| ------------ | ----------------- | ------------------- | --- |
| قلبى اتمناه  | تروبيكال هاوس     | Tropical House      | وهو إيقاع هاوس بطيء قريب للدانسهول مع استخدام آلات تقليدية من موسيقى الكاراييب، وتم استخدام القيثارة والبان فلوت والماريمبا بشكل إلكترونيا. |
| قمر ايه      | موم بتن           | Moombahton          | وهو نوع موسيقي حديث ويجمع مابين الهاوس وريغيه تون.                                                                                          |
| آه حبيبى     | إيقاع مقسوم       | Maksoum             | وهو مقسوم موسيقى طربي أصيل مع مزيج أكورديون وسنثسيزر.                                                                                       |
| أول كل حاجة  | سيمفونيك روك      | Symphonic Rock      | تتبع الأغنية نمط البالاد الحزينة بلمسة شرقية وخلفية روك مع بيانو وطبول أوركسترالية.                                                         |
| يا أجمل عيون | نيو فلامنكو وصلصة | New Flamenco/ Salsa | تتبع الأغنية نمط الفلامنكو مدموج مع إيقاع صلصة بشكل مطور.                                                                                   |
| نغمة الحرمان | إيقاع مقسوم       | Maksoum             | الأغنية تتبع نمظ المقسوم بكلمات حديثة وجريئة ولكن دون السقوط في الشعبوية والسوقية حيث أن الكلمات فيها سخرية مع لحن من زمن التسعينات.        |
| جنب حبيبي    | لاتن هاوس         | Latin House Music   | اتبعت هذه الأغنية نمظ لاتن هاوس أو البيت اللاتيني مع فلامنكو وقيثارة وبونغو الباشاتا وسوردو السامبا.                                        |
| حبايب إيه    | باور بالاد        | Power Ballad        | وهو بالاد على طريقة الروك. |
| معدى الناس   | ريجيتون رومانتيكو | Reggaeton Romantico | وهو ريغيه تون بطيء شبيه بالبوب وآر أند بي معاصر مع لاتن روك في سولو.                                                                        |
| أحلى حاجة    | طرب عصري          | Tarab               | اتبعت هذه الأغنية نمظ الأغاني الطربية العربية بفكر معاصر وحديث.                                                                             |

## مقالات ذات صلة
- عمرو دياب
- احلى واحلى
- شفت الأيام
- الليلة

## وصلات خارجية
- عمرو دياب الموقع الرسمي
- شركة ناي الموقع الرسمي
- إعلانات الألبوم مع شركة بيبسي

## أنظر أيضاََ
- تامر حسني
- محمد حماقي
- محمد فؤاد
- محمد منير
- هشام عباس
- إيهاب توفيق
- راغب علامة
- وليد توفيق
- تامر عاشور
- خالد سليم
- عمرو مصطفى
- رامي صبري